# جیجاق‌های بوته‌ای
جیجاق‌های بوته‌ای (نام علمی: Aphelocoma) نام یک سرده از تیره کلاغان است.